# Oriel Park
Oriel Park – stadion piłkarski w Dundalk, w Irlandii. Obiekt może pomieścić 6000 widzów. Został otwarty w 1919 roku. Boisko ma wymiary 106 m x 70 m. Swoje spotkania rozgrywa na nim drużyna Dundalk F.C.